# Johan Dietrich Haxthausen
Johan Dietrich friherre Haxthausen (født 29. januar 1652 i Petershagen, Stift Minden, død 21. december 1703 i Imst, Tyrol) var en dansk officer, bror til Anton Wolf Haxthausen.

## Karriere
Han var søn af friherre Wolf Haxthausen til Eisborn og Mechtilde Sophie von Hanxleden. Han kom ung i dansk tjeneste, var ved begyndelsen af Den Skånske Fejde kaptajn ved Bauditz' Regiment, deltog i felttoget 1675 i Mecklenburg, fra 1676 i Skåne, blev 1677 sekond-, året efter premiermajor og sekondoberstløjtnant ved Dronningens Livregiment, 1683 virkelig oberstløjtnant.
Da det sidste regiment til det korps, der 1689 overlodes kong Vilhelm III af England, afgav en bataljon, blev Haxthausen sat i spidsen for denne som oberst og var nu med i de otte års felttog i Irland og Nederlandene. Han blev 1693 engelsk, året efter dansk brigader og ved hjemkomsten 1698 chef for hele regimentet. Han førte så dette under det korte felttog i Holsten 1700 og gik samme efterår med den ene bataljon til Sachsen, hvornæst han ved det korps, som under Christian Gyldenløve sendtes til Italien i kejserens tjeneste, blev ansat som generalmajor over infanteriet og chef for bataljonen Prins Carl. I det blodige slag ved Luzzara 15. august 1702 deltog han med udmærkelse, skønt han på grund af sygdom havde måttet lade sig løfte op på hesten. Da kort efter Gyldenløve drog hjem, fik Haxthausen kommandoen over korpset, som han beholdt under hele næste års felttog, efter at han om foråret havde iværksat en reduktion, hvorved korpset i henhold til den afsluttede traktat blev sat på samme fod som de kejserlige tropper; hans bataljon indlemmedes i korpsets 2. regiment, hvis chef han nu blev. Om efteråret måtte han afgive kommandoen over korpset til generalløjtnant Adam Frederik Trampe, der førte det til Ungarn. På vejen afgik Haxthausen 21. december 1703 uventet ved døden af feber og lungebetændelse i den lille tyrolske by Imst.

## Eftermæle
Haxthausen var i alle henseender en duelig og samvittighedsfuld general og vandt anerkendelse som sådan af de kejserlige overgeneraler Prins Eugen af Savoyen og Ernst Rüdiger von Starhemberg. Hertug Carl Rudolph af Württemberg-Neuenstadt kendte Haxthausen som en mand med en sjælden "Ordenssans og Metodiskhed, humeur og comportement" og yderst "compatible". Også Trampe omtaler ham som "en i Haandværket fuldkommen Officer". Særlig var han bekendt for sin urokkelige ro i slagtummelen, og hans stående tilråb til soldaterne: "Sutjes, sutjes, meine Kinder! immer geschlossen eingedrungen!" gik længe fra mund-til-mund som kvintessensen af datidens fodfolkstaktik.
Da han var ugift, gik hans kurkølnske len Eisborn over til hans brodersøn Christian Frederik greve Haxthausen; hans tilgodehavende fra kejserlig tjeneste var endnu 30 år efter hans død ikke fuldt udbetalt hans arvinger.